# 어서 말을 해
《어서 말을 해》는 대한민국의 JTBC에서 방영된 예능 프로그램이다.

## 기획 의도
연예계에서 내로라하는 센 말발의 연예인들이 한자리에 모여 말의 고수를 가리는 신개념 퀴즈쇼 프로그램이다.

## 방송 시간
| 방송 채널 | 방송 기간                          | 방송 시간                       | 비고    |
| --------- | ---------------------------------- | ------------------------------- | ------- |
| JTBC      | 2019년 8월 13일 ~ 2019년 10월 22일 | 매주 화요일 밤 11시 ~ 12시 20분 | 본 방송 |

## 출연자
- 전현무
- 박나래
- 김정난
- 문세윤
- 이진혁 (5회 ~ 10회)

### 이전 출연자
- 정상훈 (1회 ~ 4회)
- 강지영 (1회 ~ 4회)

## 에피소드 목록

### 2019년
| 회차 | 방송일    | 게스트                     |
| ---- | --------- | -------------------------- |
| 1회  | 8월 13일  | 이홍기, 딘딘, 유회승       |
| 2회  | 8월 20일  | 딘딘, 김희철, 라비, 김소혜 |
| 3회  | 8월 27일  | 유민상, 홍윤화, 라비       |
| 4회  | 9월 3일   | 아이린, 정혁, 황제성       |
| 5회  | 9월 10일  | 붐, 지상렬, 유회승, 딘딘   |
| 6회  | 9월 17일  | 붐, 지상렬, 딘딘, 스윙스   |
| 7회  | 9월 24일  | 붐, 유회승, 보나, 수빈     |
| 8회  | 10월 8일  | 붐, 딘딘, 안영미, 문빈     |
| 9회  | 10월 15일 | 붐, 딘딘, 김종민, 신지     |
| 10회 | 10월 22일 | 붐, 김승현, 최제우, 지조   |

## 결방

### 2019년
- 10월 1일 : 뉴스룸 조국 이슈 놓고 유시민 vs 박형준 긴급토론으로 결방.

## 시청률

### 2019년
| 회차 | 방송일    | AGB 시청률     |
| 회차 | 방송일    | 대한민국(전국) |
| ---- | --------- | -------------- |
| 1회  | 8월 13일  | 1.246%         |
| 2회  | 8월 20일  | 1.199%         |
| 3회  | 8월 27일  | 0.916%         |
| 4회  | 9월 3일   | 0.934%         |
| 5회  | 9월 10일  | 1.033%         |
| 6회  | 9월 17일  | 0.848%         |
| 7회  | 9월 24일  | 1.022%         |
| 8회  | 10월 8일  | 0.853%         |
| 9회  | 10월 15일 | 0.935%         |
| 10회 | 10월 22일 | 0.612%         |

## 참고 사항
- 화요일 밤 동시간대를 TV CHOSUN 《아내의 맛》에게 밀려, 시청률 고전을 면치 못한다.